# Yōko Shimomura
Yōko Shimomura (prefectura de Hyōgo, 19 de octubre de 1967) es una compositora japonesa, destacada en diversos ámbitos musicales y artísticos, como pianista, directora de orquesta y violinista, aunque mayormente conocida por sus múltiples trabajos en el ámbito de la composición para la música de videojuegos. Entre sus grandes éxitos se encuentra la producción de la banda sonora original del famoso juego Street Fighter II (Capcom), importantes temas en el juego para Wii, Xenoblade Chronicles (Nintendo) en colaboración con ACE+, Live a Live (Nintendo), el juego para PlayStation Parasite Eve (Square Enix), al que varios años después se le sumaron los trabajos de Kingdom Hearts, Kingdom Hearts Chain of Memories, Kingdom Hearts II, Kingdom Hearts Birth by Sleep, Kingdom Hearts re:Coded, Kingdom Hearts Dream Drop Distance (En territorio PAL exclusivo de la versión "HD Remix 1.5" "HD Remix 2.5" y "HD Remix 2.8") y Kingdom Hearts III. Además, es la reciente compositora del juego de Square Enix Final Fantasy XV.

## Biografía
Sus padres la apuntaron a clases de piano cuando solo tenía cuatro años. Aprendió a dominar rápidamente el instrumento, improvisando al piano y tocando canciones compuestas por ella misma.
Después de graduarse en el instituto ingresó en la Universidad de Música de Osaka. Tras graduarse pretendió convertirse en profesora de piano, sin embargo, impulsada por su amor por los videojuegos decidió probar suerte para trabajar con Capcom, empresa que durante aquellos años estaba tratando de contratar músicos para sus nuevos videojuegos. Envió varias demos sobre composiciones propias a Capcom, aunque con pocas esperanzas de conseguir llamar su atención, pues estaban grabadas en una muy baja calidad. Para su sorpresa, a los directores de arte de la empresa les gustó, así que concertaron con ella una audición y una entrevista. Finalmente Capcom decidió contratarla. A la familia, profesores y amigos de Shimomura les impresionó y preocupó este cambio en sus metas (ya que la música de los videojuegos no tenía demasiada relevancia en Japón por aquella época). Se convirtió en miembro de la banda de jazz de Capcom Alph Lyla y pasó a colaborar con pequeñas aportaciones a grandes videojuegos de la época, como Final Fight, Breath of Fire o Gargoyle's Quest, aunque más adelante dejaría huella en la empresa gracias a sus composiciones en las bandas sonoras de los videojuegos Nemo (CPS1), The King of Dragons y Street Fighter II.
En 1993, Shimomura fue transferida a Squaresoft (conocida ahora como Square Enix). Su primer proyecto en esta compañía fue la banda sonora del RPG Live A Live (1994). Después trabajó junto a otros famosos y veteranos compositores. Por ejemplo, trabajó junto a Noriko Matsueda en el juego de estrategia/RPG Front Mission 1st (1995). En 1996 compuso e hizo los arreglos del videojuego Super Mario RPG (basándose en las partituras originales de Kōji Kondō).
En 1998 participó en solitario componiendo la banda sonora del RPG Parasite Eve, utilizado un estilo muy distinguido, mezclando ópera, rock y electrónica. Dicha banda sonora fue editada más adelante en un CD de audio y publicada por Sony Music Japan. Uno de sus mayores éxitos le llegó con la banda sonora de Legend of Mana (1999), de la saga Seiken Densetsu, con algunas piezas notables como "Nostalgic Song" o "Song of Mana", banda sonora la cual también se publicaría en CD por la misma Sony Music Japan. La partitura del videojuego demostró el gran nivel de amplitud y profundidad de la compositora y aunque el juego recibió todo tipo de críticas, la banda sonora fue considerada un clásico. Años más adelante, el 2007, la misma productora volvería a contactar a Shimomura para componer y producir la banda sonora de la siguiente entrega de la saga (Heroes of Mana) gracias a la popularidad granjeada de la banda sonora de la primera entrega.
Fue en 2002 cuando se embarcaría en su último proyecto dentro de Square Enix, uno de los trabajos más aclamados de Shimomura, la banda sonora de la saga Kingdom Hearts, una serie de videojuegos creados entre la unión entre Square y Disney que situaba a personajes Disney en un RPG de acción. Al principio, Shimomura tenía sus dudas respecto al proyecto Kingdom Hearts y el éxito que pudiese conseguir. Sin embargo, su trabajo en el juego (convertido en un best-seller) fue un éxito de crítica y se considera su mejor trabajo a día de hoy.
En 2003 dejaría su puesto en Square Enix debido a una baja por maternidad, comenzando a ejercer inmediatamente como freelancer, aunque ello no afectaría a su relación con dicha empresa.
Entre los últimos trabajos de Shimomura se encuentran la banda sonora del galardonado juego Kingdom Hearts III de Square Enix, la banda sonora de Final Fantasy XV y los arreglos musicales de diferentes videojuegos de Nintendo, como Super Smash Bros Ultimate o el reciente remake de Super Mario RPG para Nintendo Switch.

## Tras la pantalla
En 2007, Shimomura publica el álbum Murmur, un álbum vocal a través de la voz de la cantante japonesa Chata, ajeno a los videojuegos, como trabajo suyo "personal".
Por otro lado, en 2008 Shimomura publica el álbum Drammatica - The Very Best of Yoko Shimomura, álbum que recopila sus grandes éxitos en el ámbito musical de los videojuegos. Al año siguiente, en 2009, el interés creciente de Shimomura por realizar una interpretación en vivo del álbum se hizo realidad gracias al concierto Sinfonia Drammatica, donde la Orquesta Sinfónica Real de Estocolmo interpretó las obras de su álbum, dirigida por Arnie Roth.
La música de Shimomura se ha dado a conocer fuera de la pantalla gracias a múltiples conciertos de formaciones tales como la Distant Worlds, que recopila música de las diferentes sagas de Final Fantasy y cuyo último concierto en España (con música de Shimomura y la misma compositora presente) se realizó el pasado 3 de febrero de 2023o la Orquesta Filarmónica de Londres.
Otro reciente trabajo de Shimomura fue la composición de la pieza "Nocturne" en 2019, en memoria del fallecido músico J. Onfroy (XXXTentación), quien era un declarado fan de la saga Kingdom Hearts.